# Trace FM
Pour les articles homonymes, voir Trace.
Trace FM est, à l'origine, en 1985, une station de radio musicale privée de Guadeloupe qui s'intitule « Radio Bis » en Guadeloupe et RV7 en Martinique, puis « Sun FM » par la fusion des deux stations en réseau.
Par le jeu de son développement économique, ce média est devenu un réseau de radiodiffusion qui regroupe en 2018 sept stations de radio dont la programmation est identifiée « Trace FM ». Ces stations sont implantées en Martinique, en Guyane, en Côte d'Ivoire, en Guadeloupe, à Paris et à Haïti. Le réseau est assimilé à une station de catégorie B dont le siège est situé à Fort-de-France (Martinique).
Les radios Trace FM s'adressent à un public jeune.

## Historique
À l'origine, une radio, qui s'intitule « Radio Bis », est lancée le 12 juillet 1985 en Guadeloupe par Michel Rodriguez et Daniel Benassaya. C'est la première station de radio musicale privée des Antilles. Radio Bis se développe et devient « Sun FM ». Michel Rodriguez vend Sun FM au groupe Hersant Média (GHM) pour se lancer en 1986 dans l'aventure télévisuelle avec Canal 10.
En 2005, le groupe Trace concède au groupe Hersant Média une licence exclusive de la marque « Trace » pour l'exploitation radio en Guadeloupe, en Martinique et en Guyane. Aussi, le 18 mars 2006, Sun FM en Guadeloupe et en Martinique devient Trace FM après l'autorisation du CSA le 14 février 2006. 
Le 29 août 2009 Trace FM commence à diffuser en Guyane.
En janvier 2014, le groupe Hersant Media cède Trace FM au groupe Trace. Le 17 juillet 2014, Le groupe Trace, qui a obtenu du CSA les autorisations de diffusion en Radio Numérique Terrestre (RNT) à Paris, Marseille et Nice, lance sa radio Trace FM à Paris.
En novembre 2015, Trace FM ouvre une station de radio destinée à la jeunesse ivoirienne.
En 2020, Trace FM ouvre une station au Sénégal.

## Identité du réseau de radiodiffusion

### Siège
Le réseau composé de sept stations dispose d'un siège situé à Fort-de-France, en Martinique.

### Logo

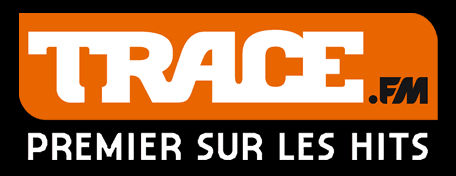
Logo du 18 mars 2006 au 15 décembre 2010
Logo depuis le 15 décembre 2010

### Capital
Trace FM est édité par Radio Bis Trace FM SARL au capital de 7 622,45 €, et est détenu à 100 % par Trace Group.

## Équipes en place

### Dirigeants
- Directeur régional : Joël Mirande-Ney[1]
- Responsable antenne et promotion : Yannick Milon[1]

## Diffusion

### Diffusion en modulation de fréquence (FM)
Le site Internet officiel de Trace FM indique que sept stations de radio diffusent en FM une programmation « Trace FM ». Les stations se situent en Martinique, en Guyane, en Côte d'Ivoire, en Guadeloupe, à Paris et à Haïti.

### Diffusion numérique terrestre (RNT)
- Une station de radio « Trace FM » utilisant la technologie de la radio numérique terrestre existe à Paris.